# La coop des masques, bretonne et solidaire
La coop des masques, bretonne et solidaire était une entreprise française de production de masques FFP2 et de masques chirurgicaux. La société est liquidée en octobre 2022.

## Histoire

### Fondation et déclin de l'usine de Plaintel
Louis Giffard fonde en 1969 l'usine de Plaintel, productrice de masques respiratoires, non loin de Saint-Brieuc dans les Côtes-d’Armor. Au décès de son créateur, l'entreprise est rachetée en 1989 par le suédois Bilsom qui industrialise la production.
Selon un ancien directeur du site de 1991 à 2006, l'État subventionne massivement la société pour produire des dizaines de millions de masques, durant l’épidémie de H1N1 de 2009,.
L'entreprise est de nouveau cédée en 1993 au groupe Bacou Dalloz, puis en septembre 2010, l'usine en déclin malgré une commande publique de 25 millions d'euros, est rachetée par le groupe américain Honeywell. La société compte alors 300 salariés. Durant les huit ans de détention de l'usine par Honeywell, cinq plans sociaux de réduction d'effectif sont réalisés,.
En mai 2018, le groupe Honeywell, pour augmenter ses profits, décide de la fermeture de l'usine de Plaintel pour délocaliser la production à Nabeul en Tunisie. Les 38 derniers salariés sont licenciés et les machines sont détruites malgré l'existence de repreneurs potentiels. Les syndicats de l'usine déclarent que « les profits de ce groupe ont doublé sur cette période ».
Moins de deux ans plus tard, la pandémie de Covid-19 se propage mondialement.

### Relance de la production par la coop des masques
Au printemps 2020, l'Union syndicale Solidaires des Côtes-d'Armor, porté par Serge Le Quéau et René Louail l’ancien porte-parole de la Confédération paysanne,,, appelle à relancer l'usine de Plaintel sous le statut d'un établissement public industriel et commercial (EPIC) ou d'une société coopérative ouvrière de production (SCOP),.
En avril 2020, une pétition demande au gouvernement la réouverture de l'usine.
Le 18 juin 2020 la coop des masques, bretonne et solidaire est constituée par sept fondateurs : La mutuelle familiale, Lessonia, Guy Hascoët, Patrick Guilleminot, Noël Pierre, Philippe Le Treut et Carmen Hascoët.
En octobre 2020 commence la production de masques chirurgicaux et FFP2 homologués par 20 salariés. 30% de l'effectif à la création est reconnu travailleur en situation de handicap,. Le 22 janvier 2021, la société inaugure à Grâces son usine de 4 600 m2,.
En juillet 2021, la coopérative détient un capital 1,5 million d'euros et fabrique 65 000 masques chirurgicaux et 50 000 masques FFP2 par jour.
En septembre 2021, la société est menacée de cessation de paiement faute de commande par les professionnels qui ont constitué des stocks de masques chinois,,. L'appel à mobilisation est entendu et l'afflux de commandes améliore la situation.
La société fait partie des cinq projets retenus par le gouvernement pour produire en France du meltblown, le textile non tissé nécessaire à la fabrication de masques chirurgicaux et FFP2.
La coopérative est membre du Syndicat des fabricants français de masques.

### Liquidation
La Coop des masques est placée en liquidation judiciaire, le 12 octobre 2022, par le tribunal de commerce de Saint-Brieuc,,,,.

## Spécificités coopératives
La coop des masques est constituée sous le statut d'une société coopérative d'intérêt collectif anonyme à capital variable (SCIC-SA), statut créé en juillet 2001, sous le Secrétariat d’État en charge de l’Économie solidaire de Guy Hascoët,.
La SCIC est une forme d'entreprise sociale récente qui s'inscrit dans le courant de l'économie sociale et solidaire et qui permet d'associer celles et ceux qui veulent agir ensemble dans un même projet.

### Multi-sociétariat
En tant que SCIC, ce statut lui permet d'associer différentes parties prenantes à son projet, telles que ses salariés, ses usagers consommateurs, les collectivités locales, les partenaires et les citoyens.
Chaque partie prenante a la possibilité de devenir titulaire d'une ou plusieurs parts de capital sans y être obligé.

### Démocratie
Chaque associé sociétaire dispose alors d'un seul et unique pouvoir de vote, quel que soit le montant de capital détenu.
Les votes sont pondérés par collèges de vote afin de préserver la pouvoir de chaque partie prenante. La répartition des droits de votes est la suivante :
| Collège                     | Droit de vote (%) |
| --------------------------- | ----------------- |
| Salariés                    | 25 %              |
| Usagers                     | 25 %              |
| Collectivités territoriales | 20 %              |
| Partenaires                 | 20 %              |
| Citoyens                    | 10 %              |

La coopérative compte, en 2021, parmi ses sociétaires Médecins du monde, le Conseil régional de Bretagne ; le Conseil départemental des Côtes-d'Armor ; Guingamp-Paimpol Agglomération et la Fédération des hôpitaux français de Bretagne,.

### Lucrativité limitée
Les statuts de la société imposent, conformément aux modalités applicables aux SCIC, la mise en réserve minimum d'au moins 57,5 % des bénéfices. Dans ses statuts constitutifs, la totalité du résultat doit être réinvestis au sein de la coopérative.
Les bénéfices placés en réserve sont impartageables. Les sociétaires ne peuvent, lors demande de remboursement de part de capital ou d'une éventuelle dissolution, percevoir un montant supérieur à la valeur nominal de la part sociale fixée à 100 €. Ces dispositions statutaires spécifiques aux SCIC permettent d'encadrer la lucrativité de ce type de statut.

### Révision coopérative
Pour vérifier la conformité de l'organisation aux principes et aux règles de la coopération, elle doit se soumettent tous les cinq ans à un contrôle, dit de révision coopérative. Cette révision est destinée à préserver l’intérêt des sociétaires, ainsi qu’à la bonne application des règles coopératives spécifiques et, le cas échéant, à soumettre des mesures correctives à l'assemblée générale.

## Direction

### Présidence
- Guy Hascoët : 2020 - 2021[17],[34]
- Christophe Winckler : 2021 - 2022[34]

### Direction générale
- Patrick Guilleminot : 2020 - 2022[14]